# Stibadocera pumila
Stibadocera pumila är en tvåvingeart som beskrevs av Alexander 1930. Stibadocera pumila ingår i släktet Stibadocera och familjen mellanharkrankar. Inga underarter finns listade i Catalogue of Life.